# Fiat-SPA AS43
La Fiat-SPA AS43 o SPA-Viberti AS43 era una camionetta sahariana armata impiegata dalle forze armate della Repubblica Sociale Italiana e della Germania nazista durante la seconda guerra mondiale.

## Sviluppo e impiego
L'AS43 fu realizzata, come la Fiat-SPA AS42 "Sahariana", per fornire supporto di fuoco ai reparti motorizzati del Regio Esercito impegnati nel teatro nord-africano. La AS43 fu sviluppata dalla SPA e dalla Viberti sullo chassis dell'Autocarro Sahariano AS37, a sua volta derivato dal trattore d'artiglieria leggero Fiat-SPA TL37. Entrata in servizio però quando la campagna del Nordafrica si avviava ormai a conclusione con la sconfitta delle forze italo-tedesche, fu utilizzata principalmente dopo l'armistizio di Cassibile dai reparti di Esercito Nazionale Repubblicano e Guardia Nazionale Repubblicana. Esemplari catturati furono immessi in servizio anche dalla Luftwaffe e dall'Organizzazione Todt.

## Tecnica
L'AS43 sfruttava il telaio dell'Autocarro Sahariano, a quattro ruote motrici delle quali solo le anteriori direttrici, con ammortizzatori idraulici indipendenti e freni idraulici. Lo chassis era caratterizzato da un passo di 2,5 m e una carreggiata di 1,6 m. L'altezza dal suolo era 345 mm e la capacità di guado di 0,7 m. La cabina rigida e gli sportelli erano completamente eliminati. Una sezione di parabrezza blindato abbattibile proteggeva solo il posto del conduttore (a destra). Davanti al posto passeggero era presente il supporto snodato a "collo d'oca" per una mitragliatrice media per la difesa ravvicinata, i cui caricatori erano contenuti in uno scomparto tra i due sedili. Il cassone posteriore per l'arma principale, più piccolo rispetto all'Autocarro Sahariano, era incassato tra i parafanghi e le due carenature che potevano contenere ognuna cinque taniche da 20 l per il carburante aggiuntivo, l'olio o l'acqua; altre sei erano fissate su apposite rastrelliere su parafanghi anteriori e posteriori, per un totale di 16 taniche. Sulla sponda posteriore del cassone era incernierato il sostegno per la ruota di scorta, che poteva essere inclinato all'indietro per permettere il tiro con l'arma principale nel settore posteriore. Cabina di guida e cassone potevano essere protetti da un unico telone su tubolari mobili.

Camionetta Desertica AS43 Protetta

A livello artigianale, nelle officine del nord-Italia, fu realizzata una versione "Camionetta AS43 Autoprotetta", ovvero un veicolo trasporto truppe realizzato tramite l'applicazione di piastre corazzate ai lati del cassone della camionetta e sul parabrezza, sulla cui piastra era inserito un supporto a sfera per la mitragliatrice. Risulta che almeno uno di questi autoprotetti, capace di trasportare 8 uomini, fu utilizzato dal Raggruppamento corazzato "Leonessa".
L'armamento primario era costituito da una mitragliera Breda 20/65 Mod. 1935 della Breda o dal cannone automatico Scotti-Isotta-Fraschini 20/70 in funzione contraereo e anti-personale, brandeggiabili su 360°. Per il tiro controcarro e d'accompagnamento veniva invece installato, su apposito affusto a piedistallo, il cannone da 47/32 Mod. 1935. L'arma secondaria, a disposizione del capomezzo, era la mitragliatrice media standard da fanteria Breda Mod. 37 da 8 mm.
Gli esemplari catturati dai tedeschi ed utilizzati dalla Luftwaffe venivano solitamente riequipaggiati con armi d'ordinanza. Così sul pianale veniva installata la mitragliera antiaerea 2 cm FlaK 38 da 20 mm, mentre come arma per la difesa ravvicinata veniva utilizzata la mitragliatrice aeronautica MG 15 in 7,92 mm Mauser.

## Utilizzatori
Italia
- Regio Esercito

 Repubblica Sociale Italiana
- Esercito Nazionale Repubblicano
- Guardia Nazionale Repubblicana

 Germania
- Luftwaffe (Wehrmacht)[4]
- Organizzazione Todt[4]